# Волчанский сельсовет (Новосибирская область)
Волчанский сельсовет — сельское поселение в Доволенском районе Новосибирской области Российской Федерации.
Административный центр — село Волчанка.

## История
Статус и границы сельского поселения установлены Законом Новосибирской области от 2 июня 2004 года № 200-ОЗ «О статусе и границах муниципальных образований Новосибирской области»

## Население
| 2002 | 2010 | 2012 | 2013 | 2014 | 2015 | 2016 |
| ---- | ---- | ---- | ---- | ---- | ---- | ---- |
| 753  | ↘575 | ↗577 | ↘573 | ↘557 | ↘541 | ↗545 |
| 2017 | 2018 | 2019 | 2020 | 2021 |      |      |
| ↘532 | ↘525 | ↘524 | ↘511 | ↘499 |      |      |

## Состав сельского поселения
| № | Населённый пункт | Тип населённого пункта       | Население |
| - | ---------------- | ---------------------------- | --------- |
| 1 | Волчанка         | село, административный центр | ↘455      |
| 2 | Плеханово        | деревня                      | ↘120      |